# هيلين كيرسوفا
 
هيلين كيرسوفا ولدت في 18 يونيو 1910 وتوفيت في 22 فبراير 1962 كانت راقصة باليه دنماركية ومصممة رقصات ومعلمة باليه، وتُعرف بأنها مؤسسة أول شركة باليه محترفة في أستراليا . تدربت في باريس مع راقصي الباليه ومصممي الرقصات السابقين سيرجي دياجيليف . ثم غنت في شركات يديرها ليو ستاتس وإيدا روبنشتاين قبل أن تصبح في عام 1931 عازفة منفردة مع فرقة <i id="mwFA">Les Ballets Russes de Monte Carlo</i> حيث رقصت لعدة سنوات في أوروبا وأمريكا الشمالية وفي عام 1936 بأعتبارها راقصة رئيسية إنضمت إلى فرقة باليه مونت كارلو لرينيه بلوم والتي حققت فيها نجاحًا فريدًا في لندن وفي وقت لاحق من ذلك العام إنضمت إلى فرقة الباليه الروسية مونت كارلو التابعة للعقيد فاسيلي دي باسيل كراقصة باليه في جولة واسعة في أستراليا ونيوزيلندا حيث إستقبلها النقاد والجماهير. بقيت في أستراليا وبدأت مدرسة باليه في سيدني وفي عام 1941 شكلت فرقة باليه كيرسوفا . على الرغم من القيود المفروضة في زمن الحرب فقد أدارت الشركة لعدة سنوات قبل تقاعدها في عام 1948 وقد وُصفت بأنها العرابة للباليه الأسترالي. 